# Pružina
Pružina es un municipio del distrito de Považská Bystrica en la región de Trenčín, Eslovaquia, con una población estimada a final del año 2024 de 2113 habitantes.
Se encuentra ubicado al norte de la región, cerca del río Váh (cuenca hidrográfica del Danubio) y de la frontera con República Checa y con la región de Žilina.

## Demografía
| Año        | 1994 | 2004    | 2014    | 2024    |
| ---------- | ---- | ------- | ------- | ------- |
| Población  | 1948 | 1917    | 2025    | 2113    |
| Diferencia |      | −1,59 % | +5,63 % | +4,34 % |

| Año        | 2023 | 2024    |
| ---------- | ---- | ------- |
| Población  | 2093 | 2113    |
| Diferencia |      | +0,95 % |